# Ферар (ледник)
Ледникът Ферар (на английски: Ferrar Glacier) е долинен ледник в Източна Антарктида, Бряг Скот, на Земя Виктория с дължина 65 km. Води началото си от Източноантарктическото плато и „тече“ на изток между хребетите Кукри на север и Роял Сосиети на юг, части от планината Принц Алберт (част от Трансантарктическите планини). „Влива“ се в залива Ню Харбър (западната част на залива Макмърдо), в югозападната част на море Рос, част от Тихоокеанския сектор на Южния океан. Източно от връх Кнобхед се съединява с ледника Тейлър, който „тече“ северно от него.
Ледникът Ферар е открит и топографски заснет през 1901 – 04 г. от британската антарктическа експедиция възглавявана от Робърт Скот и е наименуван от него в чест на геолога на експедицията Хартли Ферар (1879 – 1932).